# Августа Вікторія Гогенцоллерн
Августа Вікторія Гогенцоллерн (нім. Auguste Viktoria von Hohenzollern), повне ім'я Августа Вікторія Вільгельміна Антонія Матильда Людовіка Жозефіна Марія Єлизавета фон Гогенцоллерн (нім. Auguste Viktoria Wilhelmine Antonie Mathilde Ludovika Josephine Maria Elisabeth von Hohenzollern), (нар. 19 серпня 1890 — пом. 29 серпня 1966) — прусська принцеса з дому Гогенцоллернів-Зігмарінгенів, донька принца Вільгельма фон Гогенцоллерна та сицилійської принцеси Марії Терези, дружина останнього короля Португалії Мануела II, а згодом — графа Роберта Дугласа.

## Біографія
Августа Вікторія народилась 19 серпня 1890 року в Потсдамі. Вона стала первістком в родині принца Вільгельма фон Гогенцоллерна та його першої дружини Марії Терези Бурбон-Сицилійської, з'явившись на світ за чотирнадцять місяців після їхнього весілля. Наступного року сім'я поповнилася синами-близнюками Фрідріхом та Францем Йозефом.
Батько був військовиком і служив у прусській армії, маючи звання генерала від інфантерії. Головою родини був дідусь Леопольд фон Гогенцоллерн, який наприкінці 1860-х мав шанс стати королем Іспанії.
Матір від 1905 року багато часу проводила на курортах, страждаючи на хворобу спинного мозку. Діти бачилися із нею переважно на свята. У 1909 році вона померла.

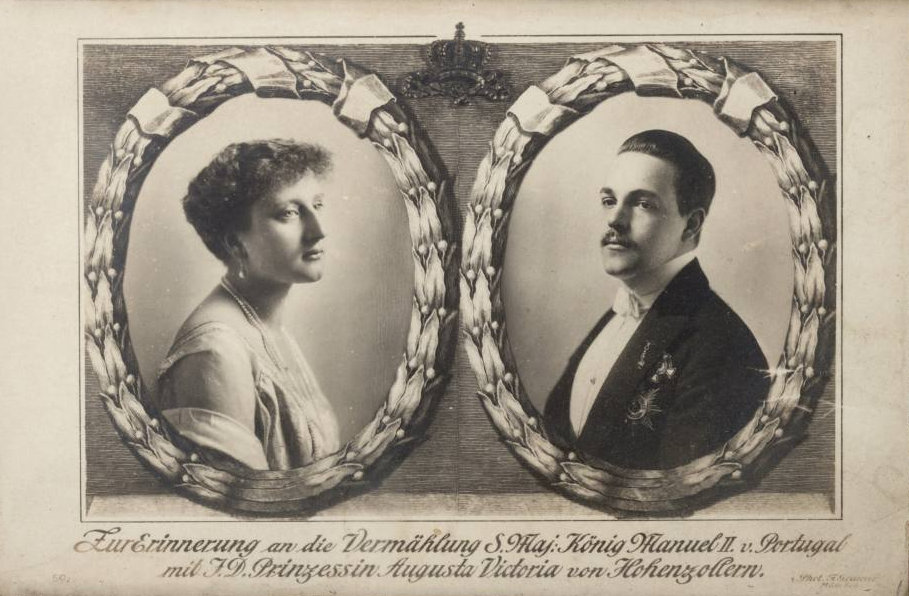
Августа Вікторія та Мануел

Навесні 1912 у Швейцарії Августа Вікторія познайомилася зі скинутим королем Португалії Мануелем II, який був її далеким родичем. Дівчина глибоко вразила монарха, і наступного року відбулося їхнє весілля. Урочисте вінчання святкували у замку Зігмарінген 4 вересня 1913. Нареченим було по 23 роки. Медовий місяць молодята провели у Мюнхені, після чого оселилися у Фулвелл-Парку в Твікенемі поблизу Лондона. Сімейне життя виявилося щасливим та гармонійним. Дітей у пари не було. Мануел раптово помер 2 липня 1932 року.
У віці 48 років Августа Вікторія взяла другий шлюб із графом Робертом Дугласом, прямим нащадком шведського фельдмаршала Дугласа. Наречений був розлученим і мав двох дорослих синів. Весілля відбулося 23 квітня 1939 у замку Лангенштайн. Із Робертом Августа Вікторія була знайома з дитинства. Граф Дуглас помер у серпні 1955 року.
Сама Августа Вікторія пішла з життя одинадцять років потому, 29 серпня 1966, у Айгельтінгені. Похована, як і другий чоловік, у церкві замку Лангенштайн.

## Нагороди
- Орден Святої Ізабелли (Португалія);
- Орден Непорочного зачаття Діви Марії Вілла-Викозької (Португалія).

## Титули
- 19 серпня 1890—4 вересня 1913 — Її Світлість Принцеса Августа Вікторія Гогенцоллерн;
- 4 вересня 1913—2 липня 1932 — Її Найвірніша Величність Королева Португалії та Алгарве;
- 2 липня 1932—23 квітня 1939 — Її Найвірніша Величність Вдовіюча Королева Португалії та Алгарве;
- 23 квітня 1939—29 серпня 1966 — Її Світлість Принцеса Августа Вікторія, Графиня Роберт Дуглас.